# Michelle Hunziker

Michelle Hunziker (2025)

Michelle Yvonne Hunziker (* 24. Januar 1977 in Sorengo, Kanton Tessin) ist eine schweizerisch-italienische Fernsehmoderatorin, Schauspielerin, Model und Sängerin. Als Moderatorin ist sie in Italien, der Schweiz und in Deutschland aktiv.

## Leben
Michelle Hunziker ist die Tochter einer niederländischen Handelsvertreterin und eines Schweizer Kunstmalers. Von 1977 bis 1979 lebte sie in Astano. Im Jahr 1980 zog die Familie in die Deutschschweiz und lebte unter anderem in der Berner Gemeinde Ostermundigen sowie in Zuchwil bei Solothurn. 1993 zog Hunziker mit ihrer Mutter nach Bologna, wo sie als Katalogmodel arbeitete.

### Öffentliche Auftritte
Nach einer landesweiten Kampagne der Dessousfirma Roberta Intimo, auf deren Plakaten Hunziker nur mit einem Stringtanga bekleidet war, erklärte die italienische Presse sie 1995 zu «Italiens schönstem Po». 1996 moderierte Hunziker ihre erste Fernsehshow: I cervelloni. 1998 schaffte sie es mit der Comedyshow Paperissima Sprint in die Hauptsendezeit. Es folgten weitere erfolgreiche Sendungen in Italien und der Schweiz. Für die Shows Zelig und Scherzi a parte wurde Hunziker im April 2002 mit dem italienischen Fernsehpreis ausgezeichnet. In Deutschland moderierte sie 1998 mit Thomas Gottschalk sowie 2014 mit Hape Kerkeling die Verleihung der Goldenen Kamera und 1999 im Schweizer TV3 die Vorher-Nachher-Show Cinderella.
Zwischen November 2002 und Herbst 2004 moderierte sie bei RTL zusammen mit Carsten Spengemann Deutschland sucht den Superstar. Es folgte die Moderation der Sendung Striscia la notizia, die sich mit dem Tagesgeschehen und dem damaligen italienischen Premierminister Silvio Berlusconi humorvoll auseinandersetzte. Die Show wurde von Canale 5 ausgestrahlt, das zu Berlusconis Sendergruppe Mediaset gehört. 2007 moderierte sie an der Seite von Pippo Baudo die 57. Ausgabe des Sanremo-Festivals.
Sie veröffentlichte im Dezember 2006 ihr erstes Album Lole sowie die Single daraus, From Noon Till Midnight. Ab Oktober 2009 moderierte sie an der Seite von Thomas Gottschalk die deutschsprachige Fernsehshow Wetten, dass..?. Nachdem sich Wettkandidat Samuel Koch während einer Sendung im Dezember 2010 schwer verletzt hatte, beendeten Gottschalk und Hunziker ihr Engagement bei Wetten, dass..?. Hunziker moderierte die Sendung im Dezember 2011 zum vorerst letzten Mal. Sie assistierte im Dezember 2013 einmalig Gottschalks Nachfolger Markus Lanz. Später fungierte Hunziker erneut als Co-Moderatorin Gottschalks in den im November 2021 und im November 2022 ausgestrahlten Revival-Shows von Wetten, dass..?

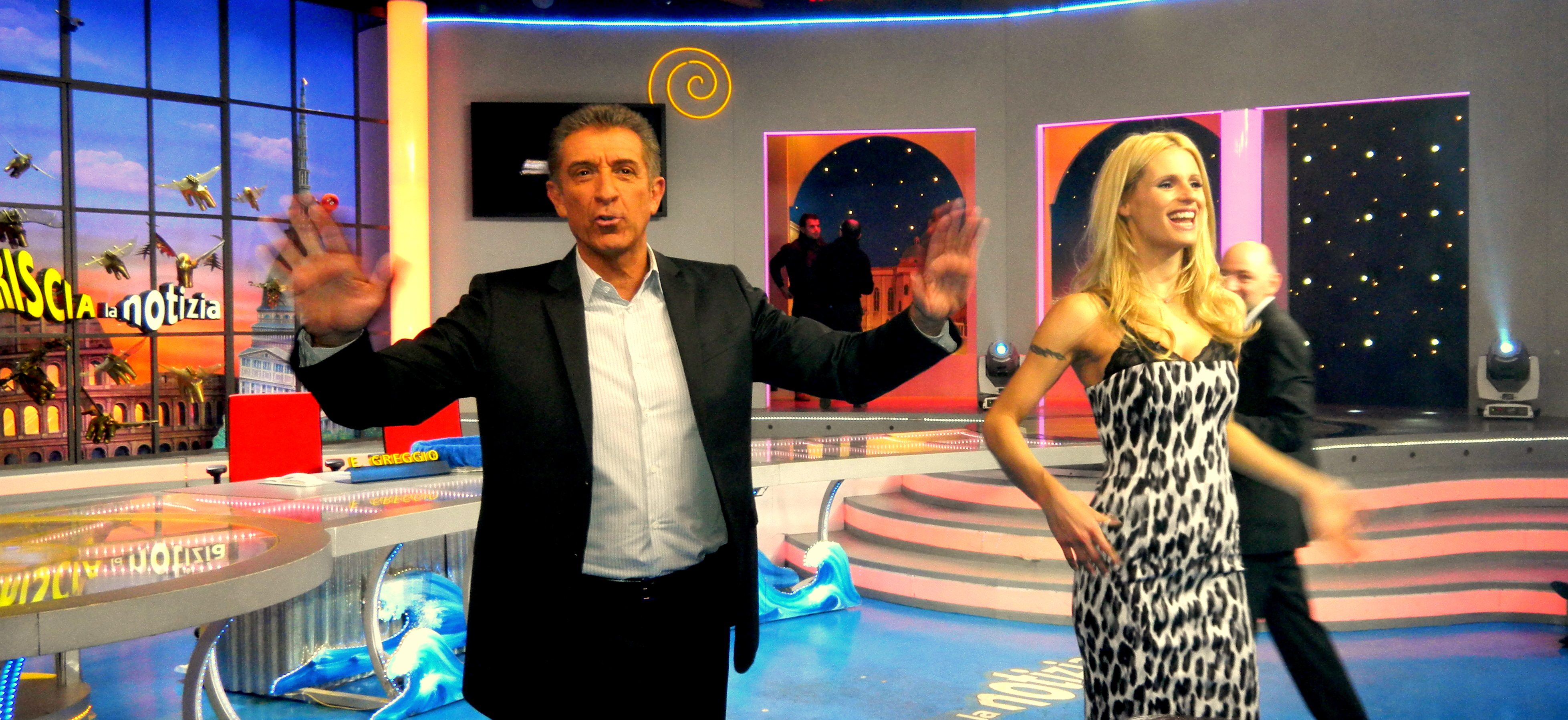
Hunziker moderiert zusammen mit Ezio Greggio die italienische Sendung Striscia la Notizia (2012)

Seit Januar 2012 moderiert Hunziker an der Seite von Gerry Scotti und Ezio Greggio wieder die Satireshow Striscia la notizia. Im Mai 2012 bildete sie mit Dieter Bohlen und Dana Schweiger die Jury der RTL-Unterhaltungsshow Deutschland sucht den Superstar – Kids und im selben Jahr mit Bohlen und Gottschalk die Jury der RTL-Castingshow Das Supertalent.
Ende März 2014 wurde Die große Überraschungsshow mit Hunziker als Moderatorin erstmals im ZDF ausgestrahlt. Nach einer Ausgabe der Sendung wurde das Format, in dem vor allem ehrenamtlichen Helfern Wünsche erfüllt worden waren, wieder eingestellt. Im Juli und August 2016 war sie als Jurorin bei den Sat.1-Shows Superkids und Superpets zu sehen. Anfang 2018 war sie zum zweiten Mal Co-Moderatorin des Sanremo-Festivals, diesmal für die 68. Ausgabe an der Seite des Sängers Claudio Baglioni und des Schauspielers Pierfrancesco Favino.
In der im August 2020 aufgezeichneten RTL-Samstagabendshow Big Performance – Wer ist der Star im Star? war sie Teil des Rateteams. Des Weiteren moderiert sie die seit Ende 2020 bei Sat.1 ausgestrahlte Show Pretty in Plüsch. Hunziker – die in Los Angeles Schauspielunterricht nahm – spielte auch in zwei Kinofilmen mit: in der italienischen Komödie Voglio stare sotto al letto (1999) und in Ancient Warriors (2001). 1998 hatte sie in der Serie La forza dell’ amore eine kleine Rolle neben Gianni Morandi.
2021 machte sich Hunziker in der Fernsehsendung Striscia la notizia zusammen mit dem Co-Moderator Gerry Scotti mit Grimassen und L- statt R-Lauten über Chinesen lustig. Nachdem der Auftritt öffentlich als rassistisch kritisiert worden war, sagte Hunziker in einem Video auf Instagram: „Es tut mir wirklich leid, falls ich jemanden damit verletzt habe.“ Sie gab gemeinsam mit ihrer Mutter an, dass Indonesierinnen unter ihren Vorfahren waren.
Hunziker unterstützt mit ihrer Stiftung Doppia Difesa Frauen, die von Gewalt betroffen sind. 2024 bestätigte ein italienisches Gerichtsurteil, dass ihre Stiftung die Spenden nicht korrekt gesammelt und verteilt haben soll.
Sie moderierte zusammen mit Hazel Brugger und Sandra Studer das Finale des Eurovision Song Contest 2025. Im Rahmen dieser Moderation war sie im Februar 2025 zudem Gast bei Du gewinnst hier nicht die Million bei Stefan Raab. In der Comedy-Serie Smeilingen – Ein Dorf wie Du und Ich spielte sie sich selbst.

### Privates

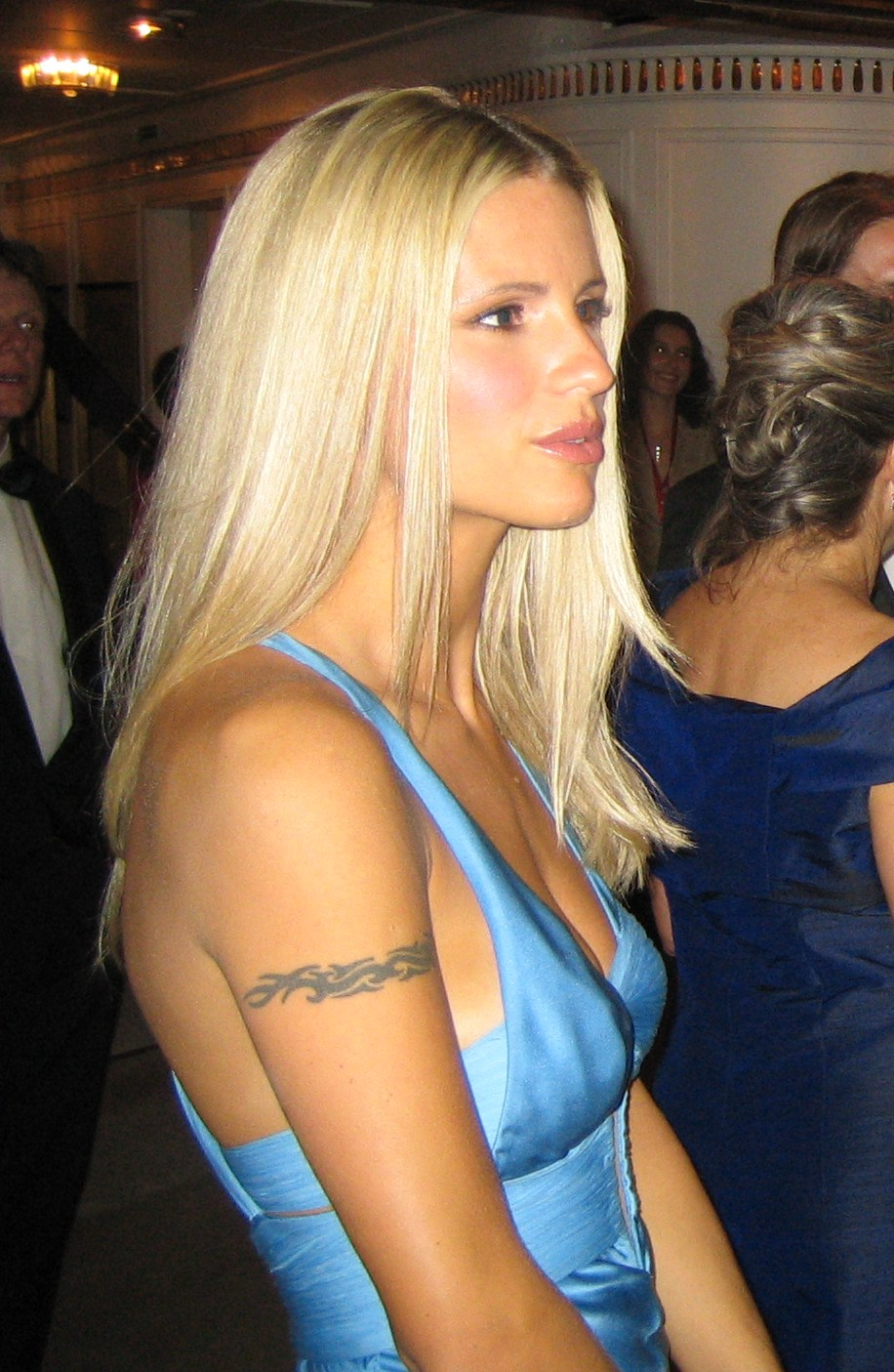
Michelle Hunziker (2006)

Hunziker spricht fünf Sprachen fließend: Italienisch, Französisch, Deutsch (auch Schweizerdeutsch), Englisch und Niederländisch. Sie war mehrmals mit erotischen Fotos in Männermagazinen vertreten.
1996 lernte sie den italienischen Sänger Eros Ramazzotti kennen. Am 5. Dezember desselben Jahres wurden sie Eltern der Tochter Aurora Ramazzotti. Sie heirateten am 24. April 1998 und lebten ab 2002 getrennt; die Ehe wurde am 25. März 2009 geschieden. Durch die Geburt von Auroras Sohn Cesare wurde Hunziker mit 46 Jahren Großmutter.
2013 gab Hunziker ihre Verlobung mit dem Trussardi-Erben Tomaso Trussardi bekannt. Im Herbst 2013 brachte sie eine gemeinsame Tochter zur Welt. 2014 heiratete sie Trussardi. Die zweite gemeinsame Tochter wurde 2015 geboren. Mitte Januar 2022 gaben Hunziker und Trussardi ihre Trennung bekannt, um die beiden Töchter werde man sich weiter „in Liebe“ kümmern. Begründet wurde die Trennung nach zehn Jahren damit, dass sie „ihr gemeinsames Lebensprojekt“ ändern wollen.
In mehreren Interviews legte Hunziker offen, sie habe sich von 2002 bis 2006 in den Händen einer Pranatherapeutin und Führerin der Sekte «Krieger des Lichts» befunden, die es auf ihr Vermögen abgesehen, sie ihrer Familie entfremdet und die Trennung von Ramazzotti verursacht habe. Sie habe in dieser Zeit unter Depressionen gelitten und bei der Heilerin Schutz gesucht.
Im Herbst 2017 erschien Hunzikers Autobiografie mit dem Titel Ein scheinbar perfektes Leben.

## Filmografie
- 1996: Più bella cosa (Musikvideo)
- 1997: I misteri di Cascina Vianello (Fernsehserie, 1 Folge)
- 1998: La forza dell'amore (Miniserie, 3 Folgen)
- 1998: Ich will im Bett unten liegen (Voglio Stare Sotto Al Letto)
- 1999: The Protagonists
- 2000: Alex l'ariete
- 2003: Ancient Warriors
- 2004: Love Bugs (Fernsehserie, 1 Folge)
- 2007: Natale in crociera
- 2008: Natale a Rio
- 2009: Natale a Beverly Hills
- 2016: L'amore che vorrei (Kurzfilm)
- 2022: Eros Ramazzotti: Ama (Musikvideo)
- 2024: Smeilingen – Ein Dorf wie Du und Ich (Fernsehserie)

## Diskografie

### Studioalben
- 2006: Lole

### Singles
- 2004: Downtown
- 2005: S.O.S.
- 2006: From Noon Till Midnight
- 2014: Komm ein bisschen mit nach Italien (mit Hape Kerkeling)

## Bücher
- mit Giulia Bongiorno: Con la scusa dell’amore. Longanesi, Mailand 2013. ISBN 978-88-304-3607-7.
- Una vita apparentemente perfetta. Mondadori, Mailand 2017, ISBN 978-88-04-68370-4.

deutsch: Ein scheinbar perfektes Leben. Wie ich aus Liebe zu meiner Tochter den Fängen der Sekte entkam. Übers. aus dem Italienischen von Elisabeth Liebl. Lübbe, Bergisch Gladbach 2018. ISBN 978-3-431-04107-1.

## Auszeichnungen
- 2012: Schweizer Fernsehpreis in der Kategorie Star
- 2024: «Prix de Joie», deutsch: Preis der Freude, verliehen vom Tourneetheater Das Zelt.